# 利普斯湖
53°27′4″N 13°9′26″E / 53.45111°N 13.15722°E

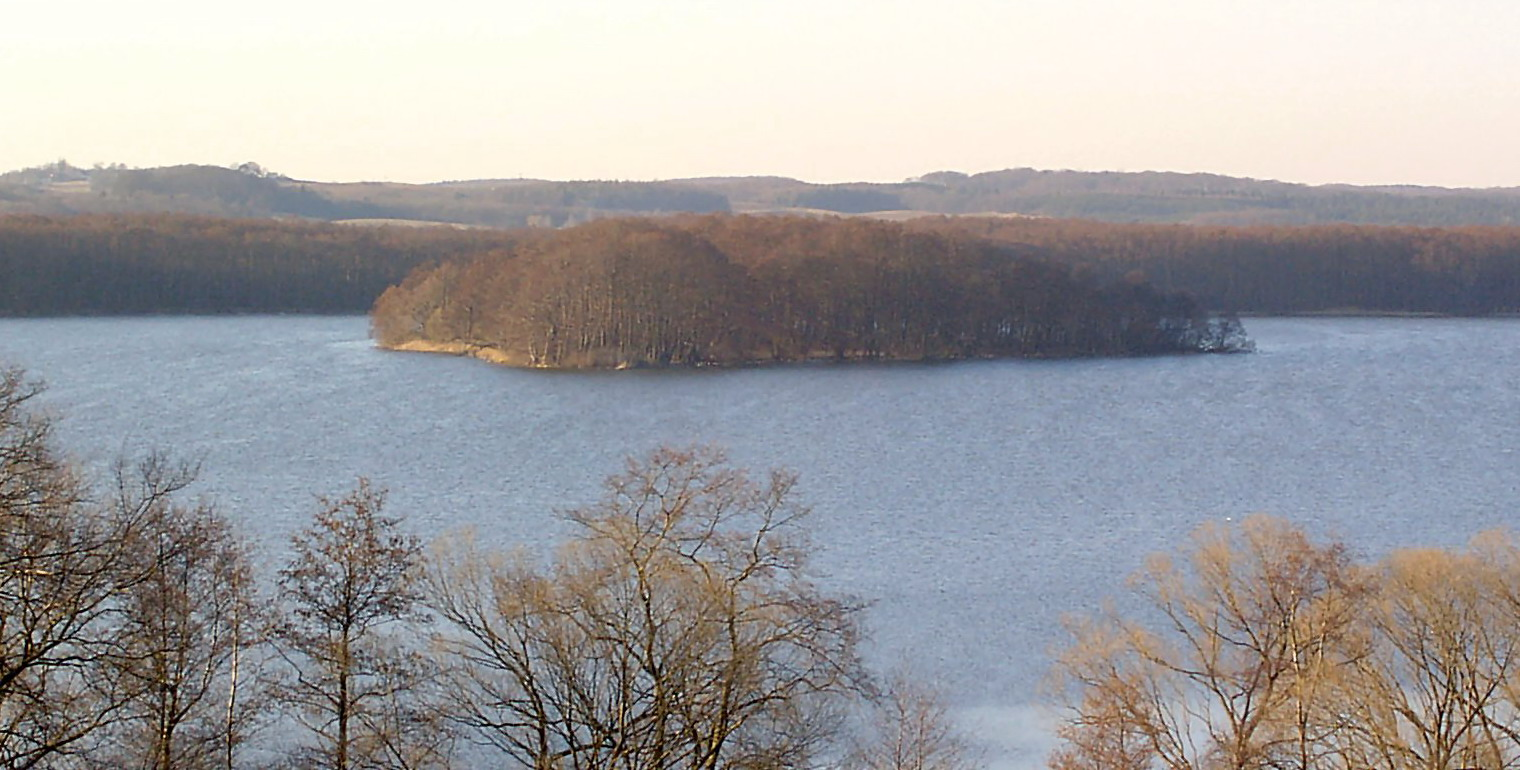

利普斯湖（德語：Lieps），是德國的湖泊，位於該國東北部，由梅克倫堡-前波美拉尼亞州負責管轄，處於新勃蘭登堡，長2.9公里、寬2.5公里，面積4.3平方公里，海拔高度15米，平均水深2米，最大水深4米，水體容量970萬立方米。